# Avner Falk

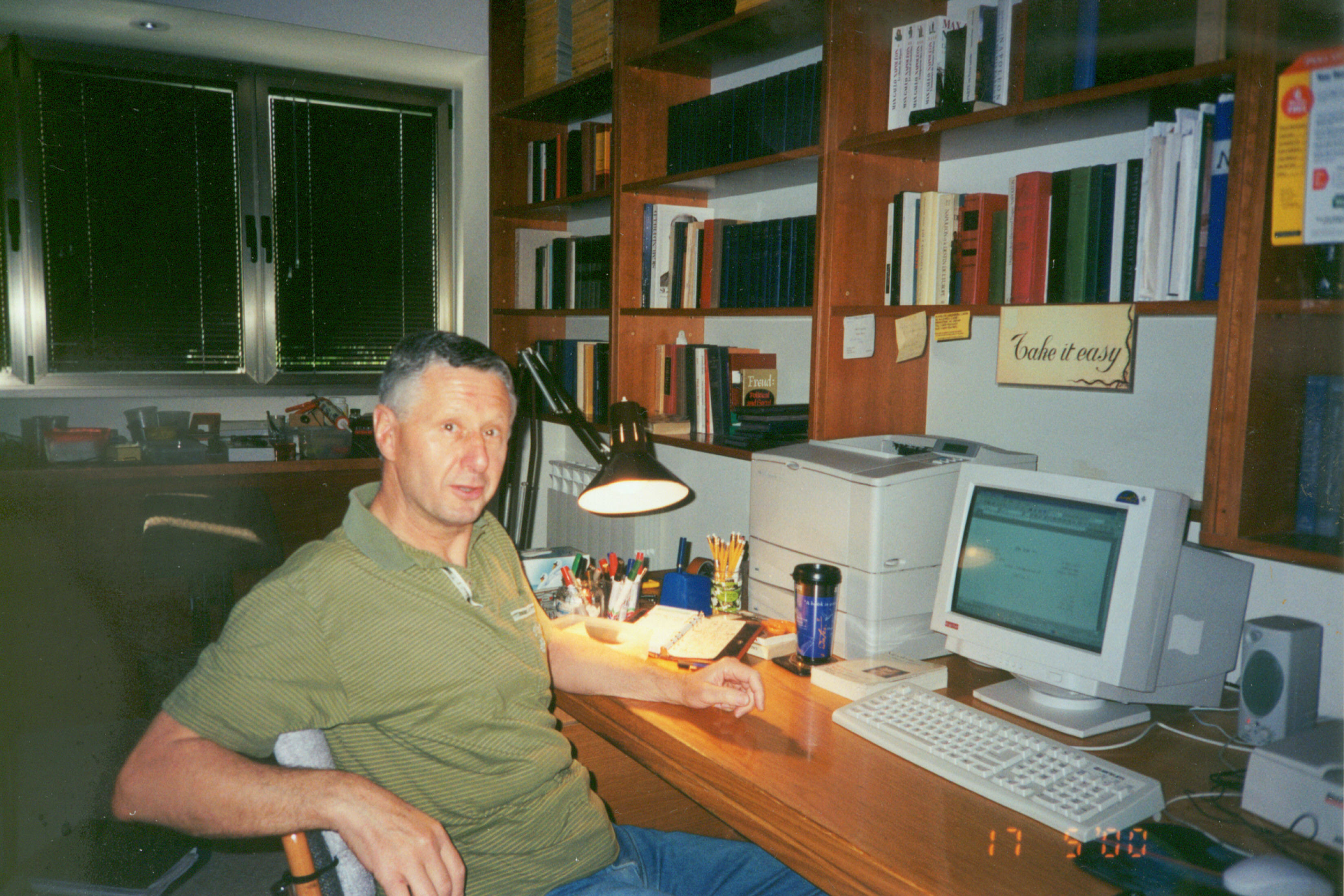
Avner Falk, 2005

Avner Falk (hebräisch אבנר פלק; * 2. April 1943 in Palästina) ist ein israelischer klinischer Psychologe und Autor.

## Leben
Falk wuchs in Tel Aviv auf. Nach der Reifeprüfung 1960 an der Aleph Municipal High School studierte er Mathematik und Psychologie an der Hebräischen Universität Jerusalem (B. Soc. Sc. 1965). 1970 erwarb er einen Ph.D. in Klinischer Psychologie am Department of Psychology der Washington University in St. Louis. Er leistete von 1960 bis 1962 Wehrdienst in den Israelischen Verteidigungsstreitkräften (IDF) und war im Anschluss Reserveoffizier im militärischen Sanitätsdienst (letzter Dienstgrad: Hauptmann). Dort behandelte er u. a. Soldaten mit Kriegstraumata (Posttraumatische Belastungsstörung).
1972/73 war er Postdoc für Familien-Psychotherapie an der School of Social Work der Hebräischen Universität Jerusalem. Von 1976 bis 1979 war er Klinischer Dozent für Psychiatrie an der Hebräischen Universität und der Hadassah Medical School Jerusalem. 1987 war er Rockefeller-Gast in der Villa Serbelloni in Bellagio (Italien). Er lehrte von 1971 bis 1982 an der Hebräischen Universität und der Hadassah Medical School sowie 1988/89 am Hebrew Union College in Jerusalem. Gastdozenturen führten ihn zu verschiedenen Universitäten und wissenschaftlichen Gesellschaften in den USA, nach Israel und Europa.
Er war u. a. Mitglied/Fellow im National Committee (Clinical Division) der Israel Psychological Association, in der Israel Association for Psychotherapy, in der International Society of Political Psychology und der International Napoleonic Society. Weiterhin war er Mitglied im Editorial Board der Fachzeitschriften Political Psychology (1986–1989), The Psychoanalytic Study of Society (1989–1995) und Psychoanalysis and History (1999). Derzeit ist er Mitglied der Association for the Psychoanalysis of Culture and Society, der National Coalition of Independent Scholars und der Group for the Use of Psychology in History der American Historical Association.
Von 1971 bis 1995 arbeitete er als Psychologe, Psychotherapeut und Supervisor für verschiedene Gesundheitszentren in Jerusalem. Seit 1983 beschäftigt er sich intensiv mit angewandter Psychoanalyse, Psychobiographie, Psychohistorie und Psychogeographie. Er ist Autor mehrerer psychoanalytischer Bücher (u. a. zu Napoleon Bonaparte, Theodor Herzl, Antisemitismus, Barack Obama). Im Rahmen internationaler wissenschaftlicher Tagungen (u. a. im Bereich Politische Psychologie) stellte er mehrere Aufsätze vor.
Seit 1960 lebt und arbeitet er in Jerusalem.

## Thorascheibe
Falk ist ein Enkel des polnischen Textilfabrikanten und Holocaustopfers Josef Zwi Szpiro, der in den 1920er Jahren in Jerusalem eine Thorarolle aus Olivenholz in Andenken an die Mutter anfertigte. Diese stiftete er 1927 der 1939 zerstörten Synagoge in Zgierz (Polen). Zuletzt war die Thorascheibe im Besitz des Stadtmuseums Tübingen, das es aus dem Nachlass des Tübinger Theologieprofessors Otto Michel erhielt. Der Tübinger Historiker Hans-Joachim Lang ermittelte in den 2000er Jahren über die Gedenkstätte Yad Vashem den Nachkommen Falk, der wiederum die Thorascheibe 2011 vom Tübinger Oberbürgermeister Boris Palmer ausgehändigt bekam.

## Auszeichnungen
- 2006: Outstanding Academic Title, Choice, American Library Association (Fratricide in the Holy Land A Psychoanalytic View of the Arab-Israeli Conflict)

## Schriften (Auswahl)
- Herzl, King of the Jews. A Psychoanalytic Biography of Theodor Herzl. University Press of America, Lanham 1993, ISBN 0-8191-8925-1.
- A Psychoanalytic History of the Jews. Associated University Presses, Cranbury 1996, ISBN 0-8386-3660-8.
- Fratricide in the Holy Land A Psychoanalytic View of the Arab-Israeli Conflict. University of Wisconsin Press, Madison 2004, ISBN 0-299-20250-X.
- Napoleon Against Himself. A Psychobiography, Pitchstone Publishing, Charlottesville 2007, ISBN 978-0-9728875-6-4.
- Anti-Semitism. A History and Psychoanalysis of Contemporary Hatred. Praeger, Westport 2008, ISBN 978-0-313-35384-0.
- Islamic Terror. Conscious and Unconscious Motives. Praeger, Westport 2008, ISBN 978-0-313-35764-0.
- Franks and Saracens. Reality and Fantasy in the Crusades. Karnac Books, London 2010, ISBN 978-1-78049-249-0.
- The Riddle of Barack Obama. A Psychobiography. Praeger, Westport 2010, ISBN 978-0-313-38587-2.